# Maytenus

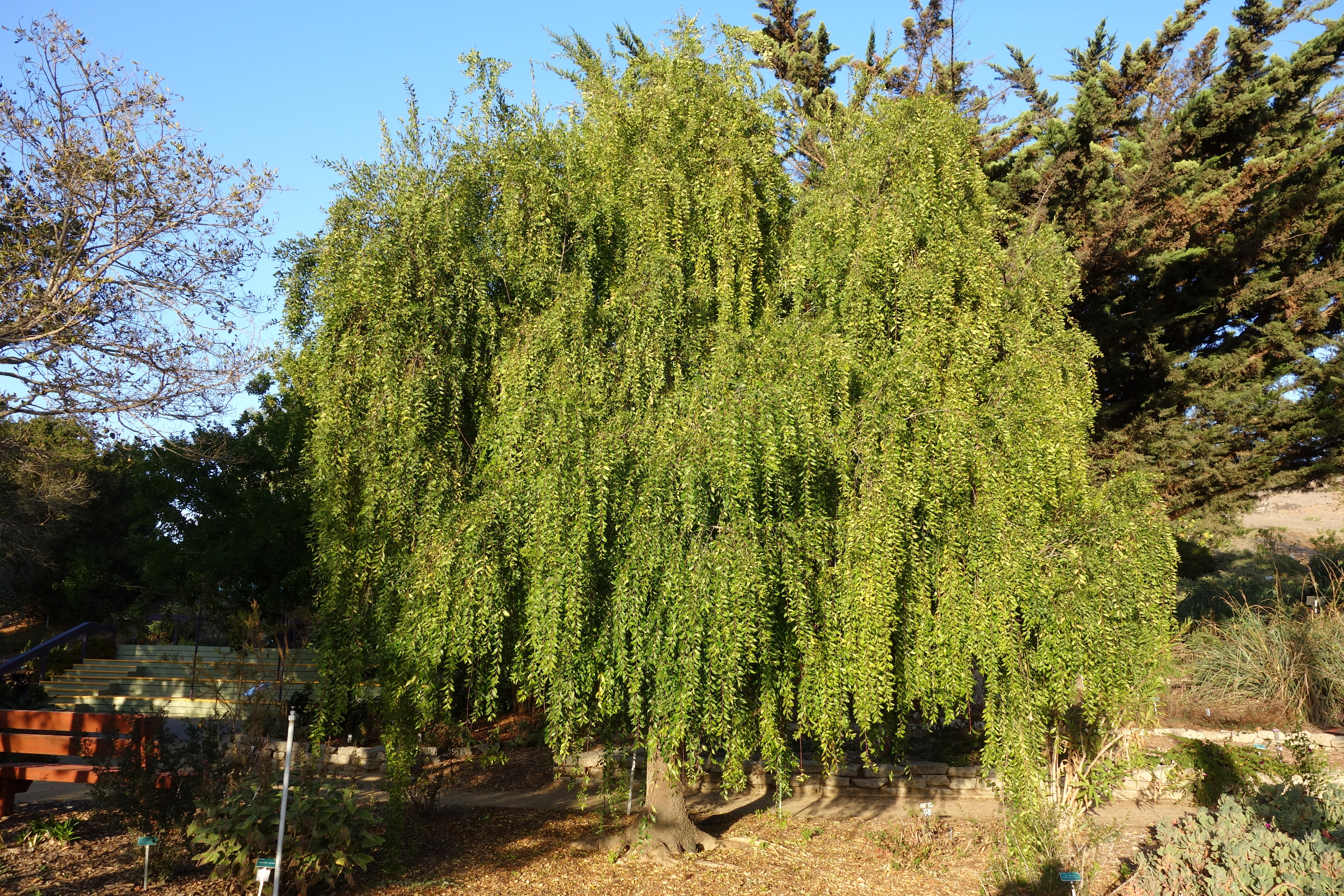
Maytenus boaria

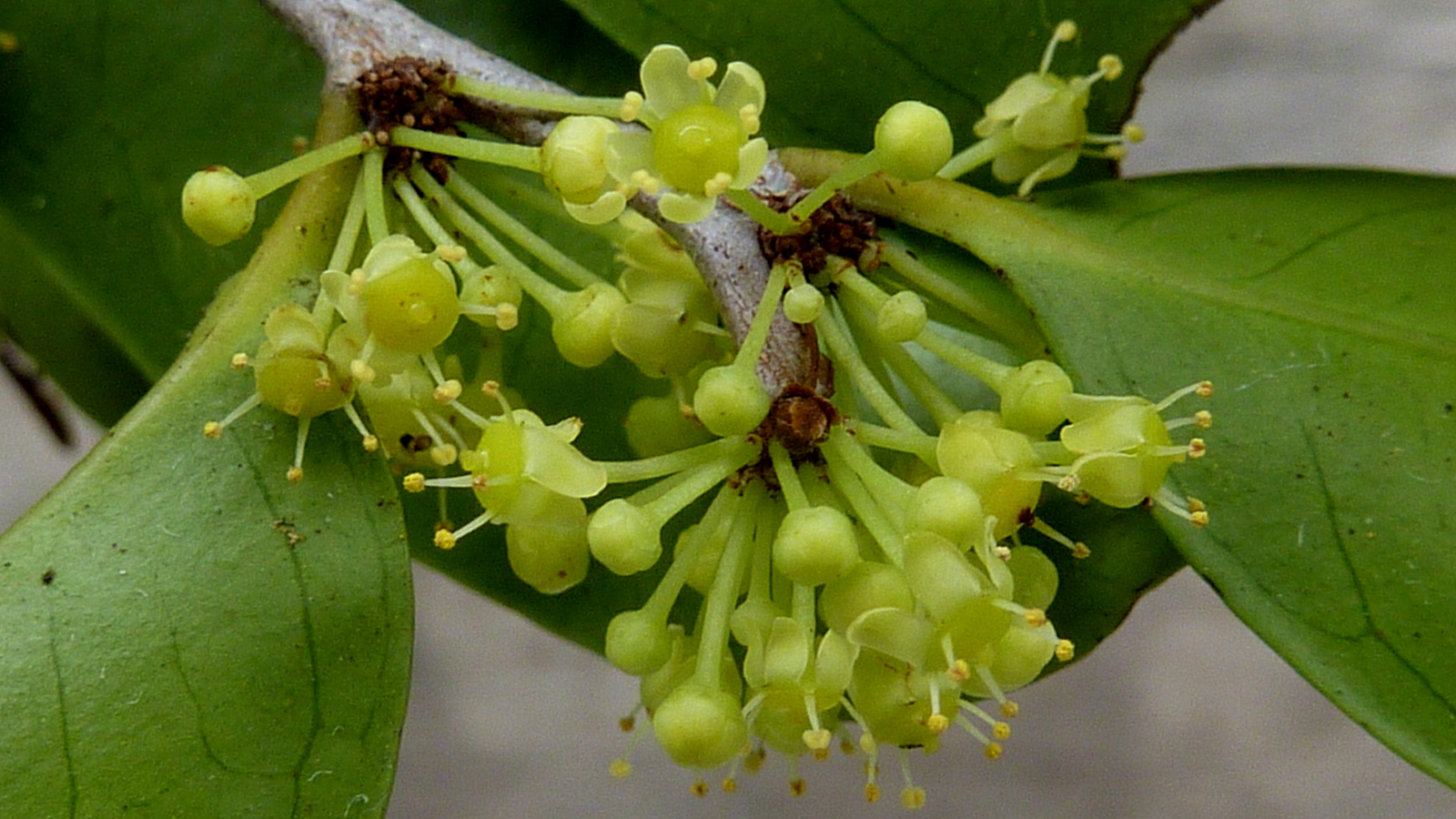
Maytenus distichophylla

Maytenus Molina – rodzaj roślin należący do rodziny dławiszowatych (Celastraceae R. Br.). Obejmuje 177 gatunków. Występują one naturalnie w strefie międzyzwrotnikowej niemal całego świata – brak ich w Australii i Oceanii, jeden gatunek – Maytenus umbellata rośnie w Europie na Maderze.
Niektóre gatunki bywają uprawiane jako ozdobne w ciepłym i łagodnym klimacie, zwłaszcza Maytenus boaria. Maytenus ilicifolia wykorzystywany jest jako roślina lecznicza, a pędy Maytenus vitis-idaea są po spaleniu źródłem soli w Paragwaju.

## Morfologia

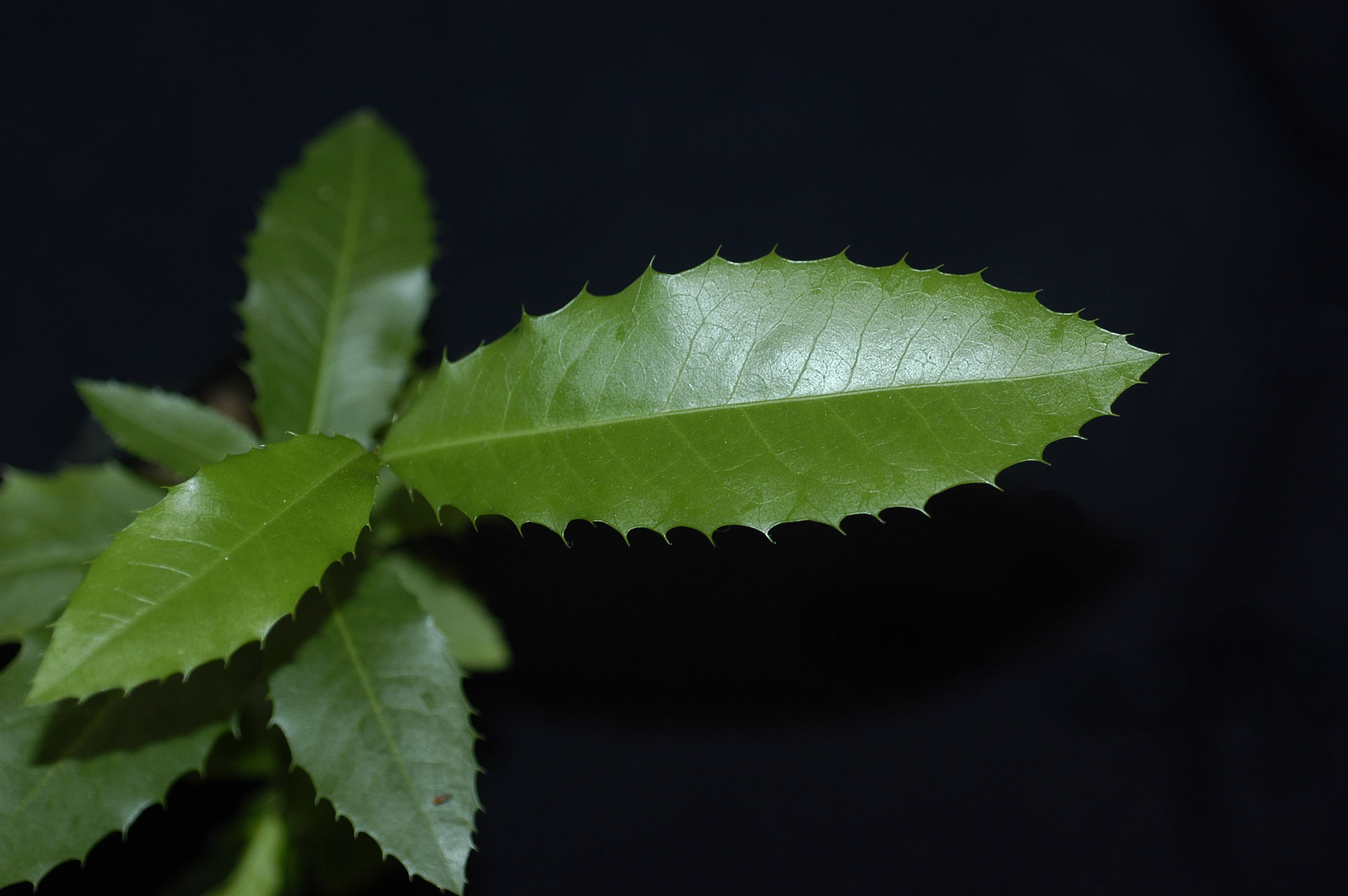
Maytenus ilicifolia

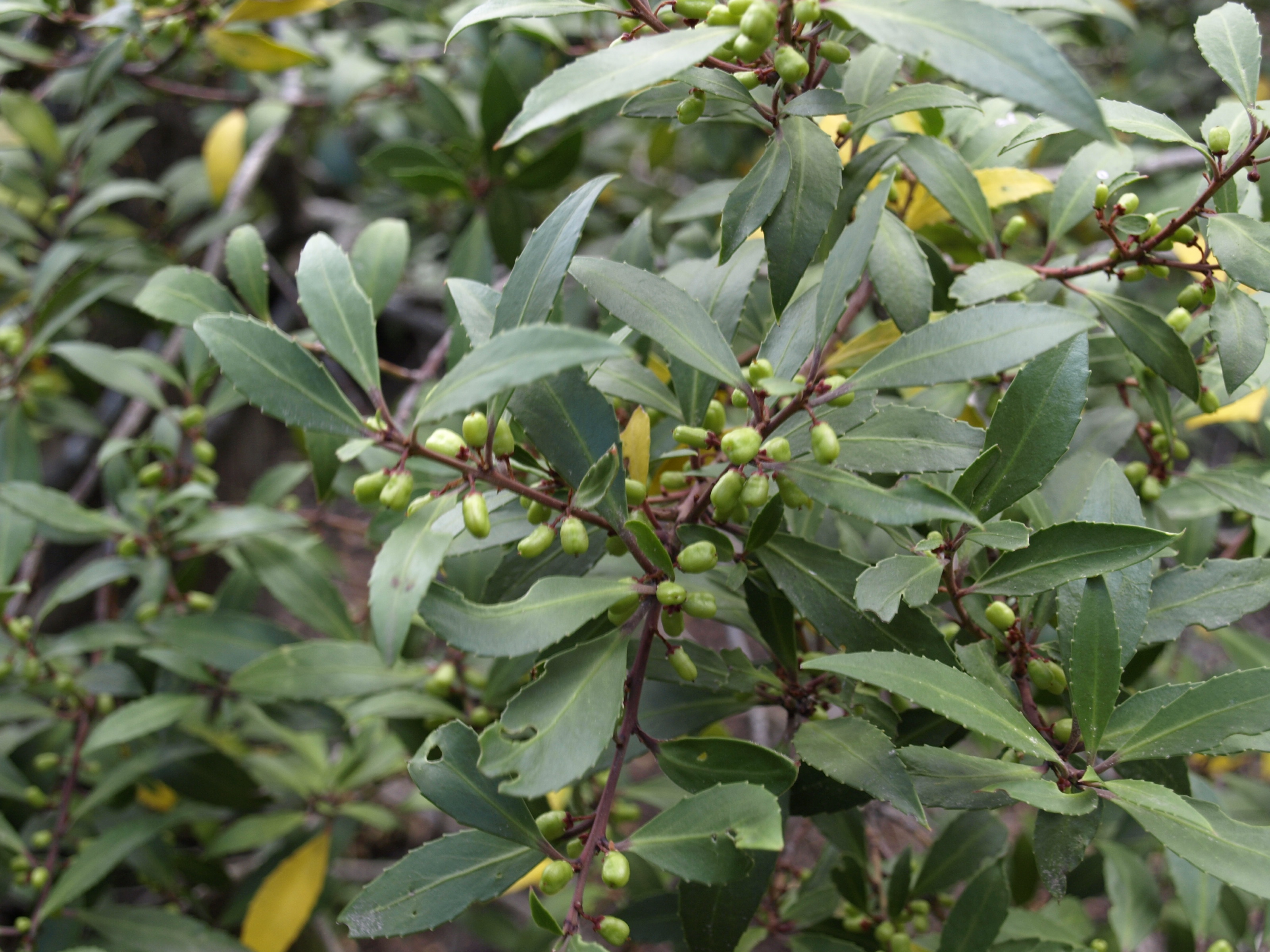
Maytenus magellanica

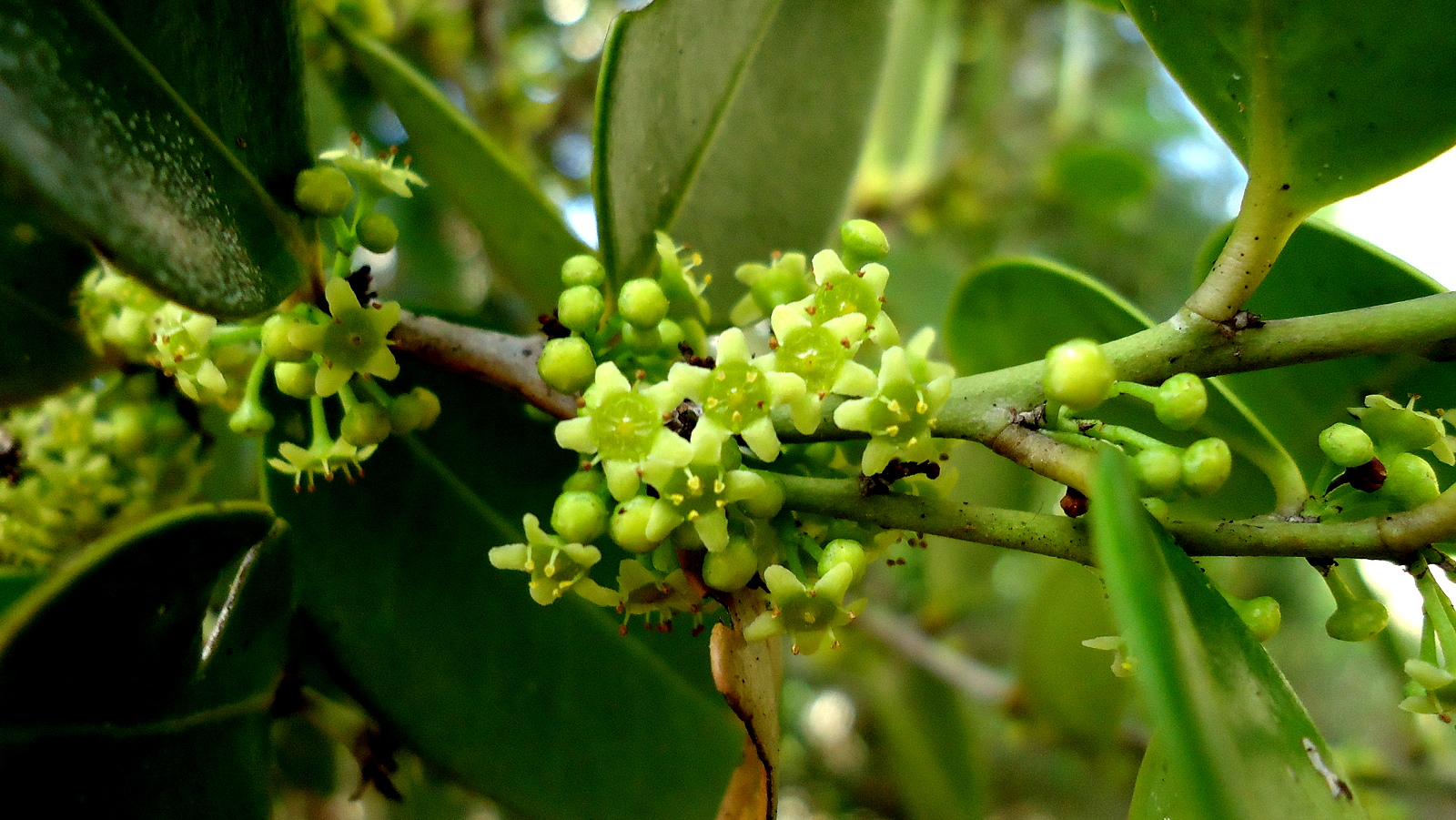
Maytenus obtusifolia

PokrójDrzewa do 10 m wysokości i krzewy o zwykle nagich, rzadko owłosionych pędach.
LiścieNaprzemianległe, zimozielone, pojedyncze, całobrzegie lub ząbkowane.
KwiatyObupłciowe, pojedyncze lub zebrane w gęste albo luźne kwiatostany wyrastające zwykle w kątach liści. Kielicha brak. Korona kwiatu składa się z pięciu płatków, zielonych lub czerwonych. Pręcików jest 5, osadzone są na zmięśniałym dysku, często są siedzące (bez nitek). Zalążnia z dwóch owocolistków zwieńczona krótką, pojedynczą szyjką słupka.
OwoceJajowate lub kulistawe torebki otwierające się dwiema klapami, zawierające pojedyncze nasiona otoczone pomarańczową lub czerwoną osnówką.

## Biologia i ekologia
Występują zarówno w lasach wilgotnych, jak i suchych zaroślach, często na ich skrajach.

## Systematyka
Pozycja systematyczna

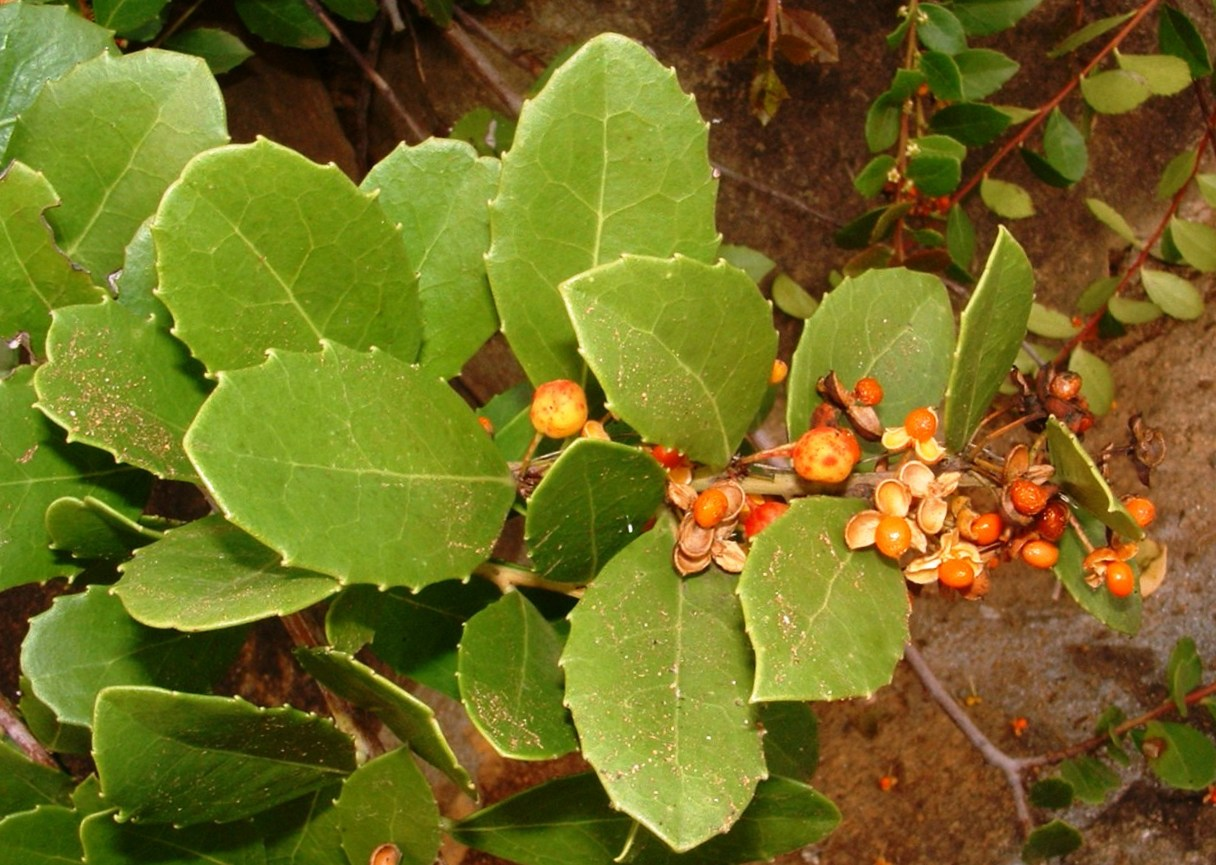
Maytenus procumbens

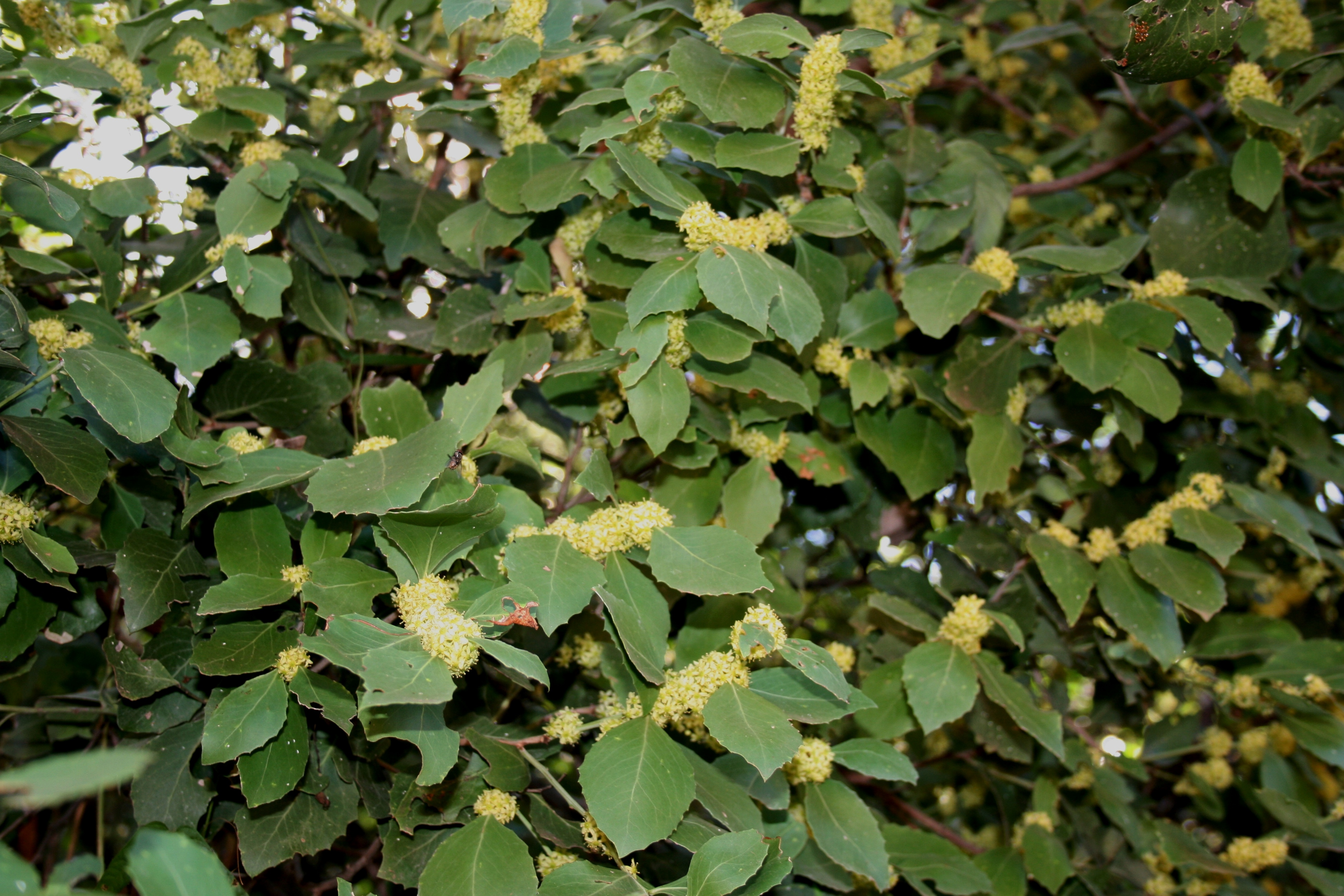
Maytenus undata

Rodzaj należy do podrodziny Celastroideae w obrębie rodziny dławiszowatych (Celastraceae).
Wykaz gatunków
- Maytenus abbottii A.E.van Wyk
- Maytenus acuminata (L.f.) Loes.
- Maytenus agostinii Steyerm.
- Maytenus alaternoides Reissek
- Maytenus albata (N.E.Br.) E.Schmidt bis & Jordaan
- Maytenus amazonica Mart. ex Reissek
- Maytenus angolensis Exell & Mendonça
- Maytenus apiculata Steyerm.
- Maytenus apurimacensis Loes.
- Maytenus aquifolium Mart.
- Maytenus ardisiifolia Reissek
- Maytenus basidentata Reissek
- Maytenus belizensis Standl.
- Maytenus boaria Molina
- Maytenus boarioides Loes.
- Maytenus brasiliensis Mart.
- Maytenus buxifolia (A.Rich.) Griseb.
- Maytenus cajalbanica (Borhidi & O.Muñiz) Borhidi & O.Muñiz
- Maytenus calzadae (Lundell) J.S.Ma
- Maytenus cassineformis Reissek
- Maytenus cassinoides (Lam.) Urb.
- Maytenus catingarum Reissek
- Maytenus cestrifolia Reissek
- Maytenus chapadensis Carv.-Okano ex Biral & Groppo
- Maytenus chasei N.Robson
- Maytenus chiapensis Lundell
- Maytenus chubutensis (Speg.) Lourteig, O'Donell & Sleumer
- Maytenus clarendonensis Britton
- Maytenus cochlearifolia Griseb.
- Maytenus communis Reissek
- Maytenus comocladiiformis Reissek
- Maytenus conferta (Ruiz & Pav.) Loes.
- Maytenus cordata (E.Mey. ex Sond.) Loes.
- Maytenus corei Lundell
- Maytenus coriacea Steyerm.
- Maytenus crassipes Urb.
- Maytenus curranii S.F.Blake
- Maytenus cuzcoina Loes.
- Maytenus cymosa Krug & Urb.
- Maytenus dasyclados Mart.
- Maytenus disticha (Hook.f.) Urb.
- Maytenus distichophylla Mart. ex Reissek
- Maytenus domingensis Krug & Urb.
- Maytenus duqueana Cuatrec.
- Maytenus durifolia Briq.
- Maytenus ebenifolia Reissek
- Maytenus eggersii Loes.
- Maytenus elaeodendroides Griseb.
- Maytenus elongata (Urb.) Britton
- Maytenus erythroxylon Reissek
- Maytenus evonymoides Reissek
- Maytenus ficiformis Reissek
- Maytenus flagellata Rusby
- Maytenus floribunda Reissek
- Maytenus fugax Biral & Lombardi
- Maytenus glaucescens Reissek
- Maytenus gonoclados Mart.
- Maytenus gracilis Loes.
- Maytenus grenadensis Urb.
- Maytenus grisea Lundell
- Maytenus guatemalensis Lundell
- Maytenus guyanensis Klotzsch ex Reissek
- Maytenus haitiensis Urb.
- Maytenus harrisii Krug & Urb.
- Maytenus horrida Reissek
- Maytenus hotteana Urb.
- Maytenus huberi Steyerm.
- Maytenus ilicifolia Mart. ex Reissek
- Maytenus imbricata Mart. ex Reissek
- Maytenus inflata S.J.Pei & Y.H.Li
- Maytenus insculpta Steyerm.
- Maytenus itatiaiae Wawra
- Maytenus jamaicensis Krug & Urb.
- Maytenus jamesonii Briq.
- Maytenus jefeana Lundell
- Maytenus jelskii Szyszyl.
- Maytenus kanukuensis A.C.Sm.
- Maytenus karstenii Reissek
- Maytenus laevigata (Vahl) Griseb. ex Eggers
- Maytenus laevis Reissek
- Maytenus laurina Briq.
- Maytenus laxiflora Triana & Planch.
- Maytenus lineata C.Wright ex Griseb.
- Maytenus listeri (Prain) D.C.S.Raju & Babu
- Maytenus littoralis Carv.-Okano
- Maytenus loeseneri Urb.
- Maytenus longifolia Reissek ex Loes.
- Maytenus longistipitata Steyerm.
- Maytenus lucayana Britton
- Maytenus lucida (L.) Loes.
- Maytenus macrocarpa (Ruiz & Pav.) Briq.
- Maytenus macrophylla Mart.
- Maytenus maestrensis Urb.
- Maytenus magellanica (Lam.) Hook.f.
- Maytenus manabiensis Loes.
- Maytenus matudae Lundell
- Maytenus mayana Lundell
- Maytenus megalocarpa Groppo & Lombardi
- Maytenus meguillensis Rusby
- Maytenus meridensis (Pittier) Cuatrec.
- Maytenus microcarpa Fawc. & Rendle
- Maytenus microphylla Urb., Ekman & Loes.
- Maytenus monodii Exell
- Maytenus monticola Sandwith
- Maytenus mornicola Urb. & Ekman
- Maytenus mucugensis Carv.-Okano ex Biral & Groppo
- Maytenus myrsinoides Reissek
- Maytenus neblinae Steyerm.
- Maytenus nitida Mart.
- Maytenus oblongata Reissek
- Maytenus obtusifolia Mart.
- Maytenus ocoensis M.M.Mejía & Zanoni
- Maytenus oleoides (Lam.) Loes.
- Maytenus oleosa A.E.van Wyk & R.H.Archer
- Maytenus opaca Reissek
- Maytenus orbicularis (Humb. & Bonpl. ex Schult.) Loes.
- Maytenus parvifolia Steyerm.
- Maytenus patens Reissek
- Maytenus pavonii Briq.
- Maytenus peduncularis (Sond.) Loes.
- Maytenus peruana (Loes.) Liesner
- Maytenus phyllanthoides Benth.
- Maytenus pittieriana Steyerm.
- Maytenus planifolia A.C.Sm.
- Maytenus ponceana Britton
- Maytenus procumbens (L.f.) Loes.
- Maytenus pruinosa Reissek
- Maytenus prunifolia C.Presl
- Maytenus psammophila Biral & Lombardi
- Maytenus pseudoboaria Loes.
- Maytenus purpusii Lundell
- Maytenus pustulata Steyerm.
- Maytenus quadrangulata (Schrad.) Loes.
- Maytenus radlkoferiana Loes.
- Maytenus recondita Hammel
- Maytenus reflexa Urb.
- Maytenus repanda Turcz.
- Maytenus retusa (Poir.) Briq.
- Maytenus revoluta Alain
- Maytenus reynosioides Urb.
- Maytenus rigida (Thunb.) Mart.
- Maytenus robustoides Loes.
- Maytenus rupestris Pirani & Carv.-Okano
- Maytenus salicifolia Reissek
- Maytenus samydiformis Reissek
- Maytenus saxicola Britton & P.Wilson
- Maytenus schippii Lundell
- Maytenus schumanniana Loes.
- Maytenus segoviarum Standl. & L.O.Williams
- Maytenus serpentini (Borhidi & O.Muñiz) Borhidi & O.Muñiz
- Maytenus sieberiana Krug & Urb.
- Maytenus spinosa (Griseb.) Lourteig & O'Donell
- Maytenus splendens Urb.
- Maytenus sprucei Briq.
- Maytenus stipitata Lundell
- Maytenus subalata Reissek
- Maytenus suboppositifolia Cuatrec.
- Maytenus tetragona Griseb.
- Maytenus theoides (Benth.) Urb.
- Maytenus tikalensis Lundell
- Maytenus trianae Briq.
- Maytenus truncata (Nees) Reissek
- Maytenus tunarina Loes.
- Maytenus umbellata (R.Br.) Mabb.
- Maytenus undata (Thunb.) Blakelock
- Maytenus urbaniana Loes.
- Maytenus urbanii Alain
- Maytenus urquiolae Mory
- Maytenus versluysii Bold.
- Maytenus verticillata (Ruiz & Pav.) DC.
- Maytenus vexata Briq.
- Maytenus virens Urb.
- Maytenus viscifolia Griseb.
- Maytenus vitis-idaea Griseb.
- Maytenus wendtii Lundell
- Maytenus williamsii Ant.Molina
- Maytenus woodsonii Lundell